# Philip Agre
Philip E. Agre er AI-forsker og humaniora-professor, tidligere fakultetsmedlem ved University of California, Los Angeles. Han er kendt for sin kritik af teknologi. Han var udgiver af The Network Observer (TNO) og The Red Rock Eater News Service (RRE). TNO kørte fra januar 1994 til juli 1996. RRE var en indflydelsesrig mailingliste han startede i midten af 1990'erne. RRE eksisterede i omkring et årti. RRE var en blanding af nyheder, internetpolitik og politik. RRE tjente som model for mange af nutidens politiske blogs og online nyhedsbreve.
Agre blev meldt savnet den 16. oktober 2009. Han blev fundet den 16. januar 2010, men han vendte ikke tilbage til det offentlige liv.

## Biografi
Agre voksede op i Maryland og gik tidligt på college. Agre og hans samarbejdspartner David Chapman startede deres ph.d.er under opsyn af Michael Brady på MIT AI Lab. Efter Bradys afgang til Oxford skiftede de til laboratoriet, Rodney Brooks. Rodney Brooks gav de to unge videnskabsmænd relativt frie tøjler, men sammen blev de tre set som tidlige store forskere i Nouvelle AI, en tilgang til kunstig intelligens, der understreger adfærd som opstået i samspil med miljøet frem for hele kodificeringen af adfærd. Dette er illustreret af Agre og Chapmans artikel fra 1989, "What are plans for?". Dette arbejde anses for at være afgørende for reaktiv planlægning, selvom ingen af forskerne godkendte udtrykket.
Agre modtog sin doktorgrad i elektroteknik og datalogi fra MIT i 1989. Han tiltrådte en stilling i University of Chicago Department of Computer Science, senere sluttede han sig til School of Cognitive and Computing Sciences (nu School of Informatics) ved University of Sussex og til sidst Department of Information Studies ved University of California, Los Angeles.

## Udgivelser

### Bøger og afsnit
- Agre, Philip E. (2004). "Social Skills and the Progress of Citizenship".  I Feenberg, Andrew; Barney, Darin (red.). Community in the Digital Age: Philosophy and Practice. Lanham: Rowman & Littlefield. ISBN 978-0-7425-2959-5.
- —————— (2004). "Internet Research: For and Against".  I Consalvo, Mia; Baym, Nancy; Hussinger, Jeremy; Jensen, Klaus Bruhn; Logie, John; Murero, Monica; Shade, Leslie Regan (red.). Internet Research Annual: Selected Papers from the Association of Internet Researchers Conferences, 2000-2002. Vol. 1. New York: Peter Lang. ISBN 978-0-8204-6840-2.
- —————— (2003). "Information and Institutional Change: The Case of Digital Libraries".  I Bishop, Ann P.; Van House, Nancy A.; Buttenfield, Barbara P. (red.). Digital Library Use: Social Practice in Design and Evaluation. Cambridge: MIT Press. ISBN 978-0-262-02544-7.
- —————— (2003). "Writing and Representation".  I Mateas, Michael; Sengers, Phoebe (red.). Narrative Intelligence. Amsterdam: John Benjamins Publishing Company. ISBN 978-90-272-5171-8.
- —————— (2002). "The Practical Logic of Computer Work".  I Scheutz, Matthias (red.). Computationalism: New Directions. Cambridge: MIT Press. ISBN 978-0-262-19478-5.
- —————— (1998). "Designing Genres for New Media: Social, Economic, and Political Contexts".  I Jones, Steven G. (red.). Cybersociety 2.0: Revisiting Computer-Mediated Communication and Community. Thousand Oaks: SAGE Publications. s. 69-100. doi:10.4135/9781452243689.n3. ISBN 978-0-7619-1462-4.
- —————— (1997). Computation and Human Experience. Cambridge: Cambridge University Press. ISBN 978-0-521-38603-6.
- —————— (1997). "Living Math: Lave and Walkerdine on the Meaning of Everyday Arithmetic".  I Kirshner, David; Whitson, James A. (red.). Situated Cognition: Social, Semiotic, and Psychological Perspectives. Mahwah: Lawrence Erlbaum Associates, Publishers. ISBN 978-0-8058-2037-9.
- .—————— (1997). "Introduction: Computing as a Social Practice".  I Agre, Philip E.; Schuler, Douglas (red.). Reinventing Technology, Rediscovering Community: Critical Explorations of Computing as a Social Practice. Greenwich: Ablex Publishing. ISBN 978-1-56750-258-9.
- —————— (1997). "Beyond the Mirror World: Privacy and the Representational Practices of Computing".  I Agre, Philip E.; Rotenberg, Marc (red.). Technology and Privacy: The New Landscape. Cambridge: MIT Press. ISBN 978-0-262-01162-4.
- —————— (1997). "Toward a Critical Technical Practice: Lessons Learned in Trying to Reform AI".  I Bowker, Geoffrey C; Gasser, Les; Star, Susan Leigh; Turner, William (red.). Bridging the Great Divide: Social Science, Technical Systems, and Cooperative Work. Mahwah: Lawrence Erlbaum Associates, Publishers. ISBN 978-0-8058-2403-2.
- —————— (1996). "Introduction: Computational Theories of Interaction and Agency".  I Agre, Philip E.; Rosenschein, Stanley J. (red.). Computational Theories of Interaction and Agency. Cambridge: MIT Press. ISBN 978-0-2625-1090-5.

### Udvaldte akademiske artikler
- Agre, Philip E. (2003). "Hierarchy and History in Simon's "Architecture of Complexity"". Journal of the Learning Sciences. 12 (3): 413-426. doi:10.1207/S15327809JLS1203_4. S2CID 62539315 – via Taylor & Francis Online.
- —————— (2003). "P2P and the Promise of Internet Equality". Communications of the ACM. 46 (2): 39-42. doi:10.1145/606272.606298. S2CID 16925038.
- —————— (2002). "Real-Time Politics: The Internet and the Political Process". The Information Society. 18 (5): 311-331. doi:10.1080/01972240290075174. S2CID 2235715 – via Taylor & Francis Online.
- —————— (2002). "Cyberspace As American Culture". Science as Culture. 11 (2): 171-189. doi:10.1080/09505430220137234. S2CID 143027344 – via Taylor & Francis Online.
- —————— (2001). "Changing Places: Contexts of Awareness in Computing". Human-Computer Interaction. 16 (2-4): 177-192. doi:10.1207/S15327051HCI16234_04. S2CID 11659803 – via Taylor & Francis Online.
- —————— (2001). "Supporting the Intellectual Life of a Democratic Society". Ethics and Information Technology. 3 (4): 289-298. doi:10.1023/A:1013837409419. S2CID 8271068 – via SpringerLink.
- —————— (2000). "The Market Logic of Information". Knowledge, Technology & Policy. 13 (3): 67-77. doi:10.1007/s12130-000-1021-y. S2CID 154191015 – via SpringerLink.
- —————— (2000). "Commodity and Community: Institutional Design for the Networked University". Planning for Higher Education. 29 (2): 5-14 – via Society for College and University Planning.
- —————— (2000). "Infrastructure and Institutional Change in the Networked University". Information, Communication & Society. 3 (4): 494-507. doi:10.1080/13691180010002323. S2CID 144326682 – via Taylor & Francis Online.
- —————— (1999). "The Distances of Education". Academe. 85 (5): 37-41. doi:10.2307/40251767. JSTOR 40251767 – via University of California, Los Angeles.
- —————— (1999). "Information Technology in Higher Education: The "Global Academic Village" and Intellectual Standardization". On the Horizon. 7 (5): 8-11. ISSN 1074-8121 – via University of California, Los Angeles.
- —————— (1999). "The Architecture of Identity: Embedding Privacy in Market Institutions". Information, Communication & Society. 2 (1): 1-25. doi:10.1080/136911899359736 – via Taylor & Francis Online.
- ——————; Horswill, Ian (1997). "Lifeworld analysis" (PDF). Journal of Artificial Intelligence Research. 6 (1): 111-145. arXiv:cs/9704101. Bibcode:1997cs........4101A. doi:10.1613/jair.342. S2CID 60348 – via Google Scholar.
- —————— (1995). "Institutional Circuitry: Thinking About the Forms and Uses of Information". Information Technology and Libraries. 14 (4): 225-230 – via University of California, Los Angeles.
- —————— (1995).  Guzeldere, Guven; Franchi, Stefano (red.). "Constructions of the Mind: Artificial Intelligence and the Humanities". Stanford Humanities Review. 4 (2): 1-19 – via University of California, Los Angeles.
- —————— (1982). "The Assq Chip and Its Progeny". MIT Artificial Intelligence Laboratory Working Papers (WP-225). MIT Artificial Intelligence Laboratory: 1-25. hdl:1721.1/41168 – via MIT Libraries. {{cite journal}}: Cite journal kræver |journal= (hjælp)

### Andre artikler i medierne
- Agre, Philip E. (december 2006). "Welcome to the Always-On World". IEEE Spectrum: 10, 13. Arkiveret fra originalen 6. december 2006.
- —————— (Winter 2001). "Your Face Is Not a Bar Code: Arguments Against Automatic Face Recognition in Public Places". Whole Earth Review (106): 74-77.
- —————— (1999). "Life After Cyberspace". EASST Review. European Association for the Study of Science and Technology. 18 (2/3): 3-5.
- —————— (3. juli 1998). "Yesterday's Tomorrow". Times Literary Supplement. News UK: 3-4. ISSN 0307-661X.